# Inga microcalyx
Inga microcalyx är en ärtväxtart som beskrevs av George Bentham. Inga microcalyx ingår i släktet Inga och familjen ärtväxter. IUCN kategoriserar arten globalt som sårbar. Inga underarter finns listade i Catalogue of Life.